# Allen Woodring
Allen Woodring (Hellertown, 15 de fevereiro de 1898 – Clearwater, 15 de novembro de 1982) foi um velocista e campeão olímpico norte-americano.
Woodring não se classificou na seletiva americana dos 200 metros rasos para os Jogos Olímpicos de Antuérpia em 1920, ficando em quinto lugar. Entretanto, teve a chance de participar no lugar do corredor que havia ficado em quarto, sem se saber o motivo para tal. Em Antuérpia, ele perdeu seu calçado de corrida e só pode competir por conseguir um par emprestado de outro corredor, a serem devolvidos ao final da prova. Com os sapatos emprestados, Woodring derrotou o favorito e vencedor dos 100 m rasos Charlie Paddock e conquistou a medalha de ouro nos 200 m em 22s0.